# Germán Suárez Flamerich
Germán Suárez Flamerich (Caracas, 10 de abril de 1907 - Caracas, 24 de junio de 1990) fue un político, abogado y diplomático venezolano. Presidente de la Junta de Gobierno después del magnicidio de Carlos Delgado Chalbaud el 13 de noviembre de 1950.

## Biografía

### Primeros años (1907-1929)

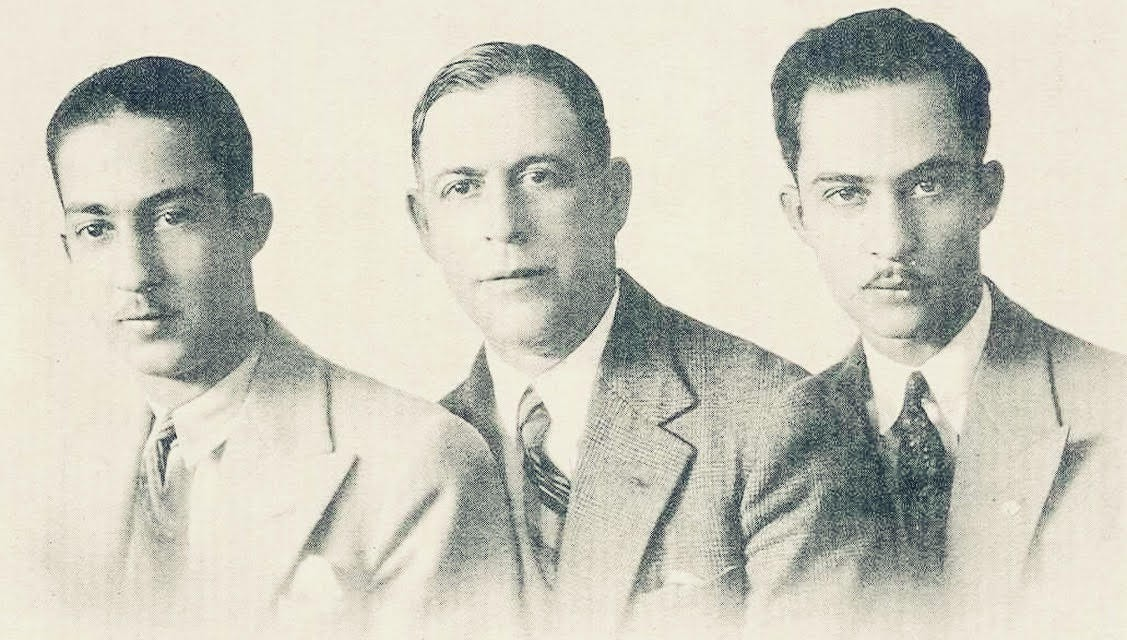
Jesús María Suárez (centro) y sus dos hijos varones: Germán (izquierda) y Oscar.

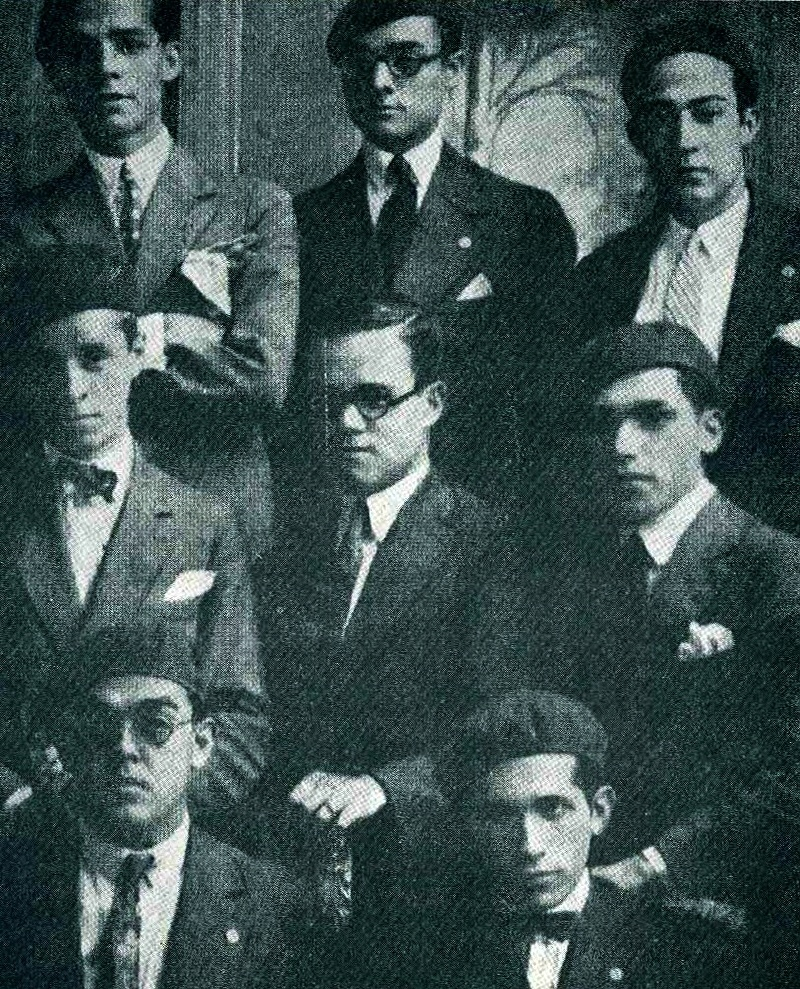
Suárez Flamerich (en la esquina superior derecha) fue parte de la autodenominada «Generación del 28».

Germán Suárez Flamerich nació el 10 de abril de 1907 en la casa número 85, entre las esquinas de Miracielos y Hospital en la parroquia Santa Teresa de Caracas. Era el hermano del medio entre la mayor, Clorinda Amelia y Oscar. Fueron sus padres Jesús María Suárez y Clorinda Flamerich. Su abuelo paterno fue Francisco Flamerich Carbonell, comerciante catalán que se radicó en Venezuela en 1858.
Asistió al Colegio Alemán y después al Liceo Caracas. De contextura sana y fuerte, practicó deporte en el Club Los Samanes Junior y se dedicó a hacer excursiones en bicicleta a Los Teques y otras poblaciones cercanas a la ciudad capital. 
El 6 de febrero de 1924 falleció su madre. Ese mismo año inicia sus estudios de derecho en la Universidad Central de Venezuela (UCV). Durante la primera etapa de la carrera, funge como pasante en el escritorio jurídico de Carlos Sequera, amigo de la familia Suárez Flamerich. 
En febrero de 1928 formó parte del grupo de estudiantes que se rebelan ante la dictadura de Juan Vicente Gómez. La autodenominada «Generación del 28», encabezada por Jóvito Villalba, Rómulo Betancourt y Raúl Leoni, entre otros, se transformará de una sencilla actividad cultural destinada a recaudar fondos para la sede de la Casa del Estudiante, en un episodio crucial de la Venezuela contemporánea. A juicio del historiador Manuel Caballero, las luchas políticas y sociales cambian de escenario con estos sucesos, «se pasa del campo a la ciudad». A su vez, los miembros de esa generación ocuparán con el tiempo las altas esferas políticas, culturales y económicas del país. 
Luego de los sucesos de la «Semana del Estudiante», participó en la sublevación contra Gómez del 7 de abril de 1928 la cual, contando con apoyo cívico-militar, estalló en el cuartel del Palacio de Miraflores pero fue disipada por el general Eleazar López Contreras en el Cuartel San Carlos. A pesar del fracaso de la acción, Suárez Flamerich logró escapar y refugiarse primero en casa de la familia Arévalo y luego donde Hermann Lange. Dos meses después pudo regresar a su hogar. 
En octubre de 1928 es llevado a prisión, junto con su hermano Oscar, por firmar una carta que denunciaba las detenciones arbitrarias ordenadas por Gómez en el recinto universitario. Pasa de la cárcel de La Rotunda al poblado de Las Colonias, donde es castigado con trabajos forzados. Luego es trasladado al Castillo Libertador de Puerto Cabello, hasta su liberación en la ciudad de Maracay el 19 de noviembre de 1929.

### Carrera profesional (1929-1950)

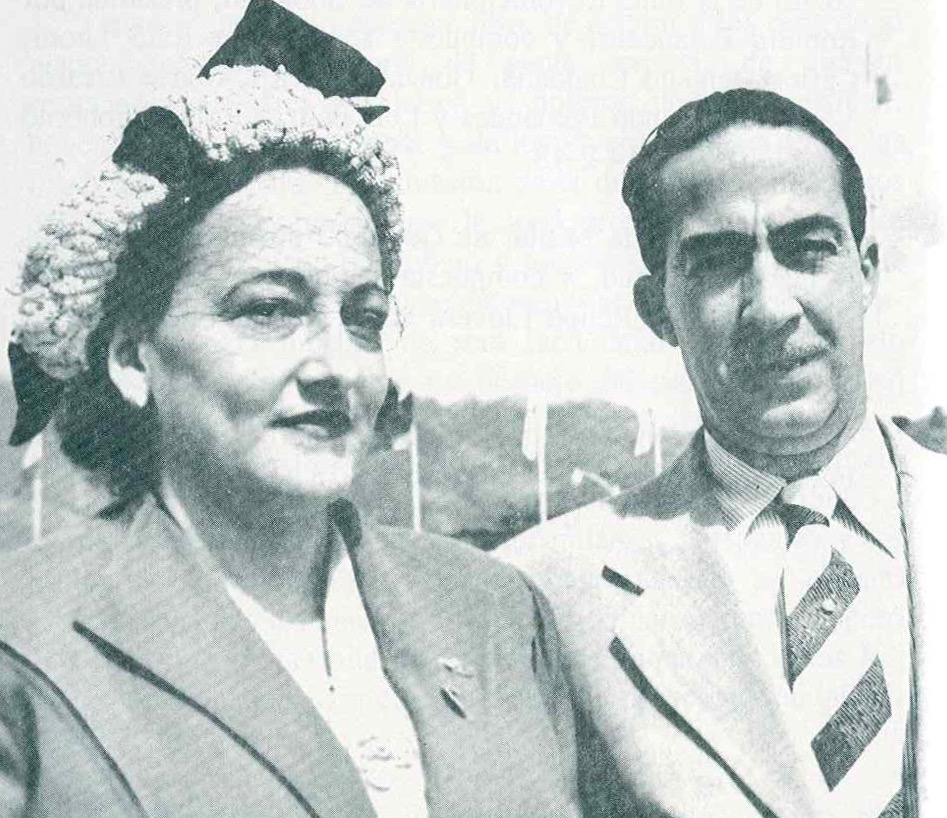
Suárez Flamerich en compañía de su esposa Rosario Pérez Carreño.

Suárez Flamerich obtuvo su título de abogado de la Universidad Central de Venezuela el 30 de julio de 1931 con la tesis Las fundaciones en Venezuela. En diciembre de 1935 falleció Gómez y asumió la presidencia su Ministro de Guerra y Marina, Eleazar López Contreras. Con él se inicia una gradual transición a un sistema más respetuoso de las garantías democráticas. Al año siguiente, Suárez Flamerich comenzó a dictar la cátedra de Derecho Civil, renunciando en febrero de 1937 como protesta por el ingreso de funcionarios policiales al campus universitario. Entre 1937-1940 ejerció la presidencia de la Comisión Coordinadora y Revisora de Leyes y entre 1939-1940 fungió como presidente del Concejo Municipal de Caracas. Entre 1940 y 1941 fue presidente ad honórem de la Comisión Reguladora de Precios.
La cátedra de derecho la retomó en 1941, compartiendo su labor docente con la de diputado al Congreso Nacional por el Distrito Federal en el período legislativo 1941-1944, durante el gobierno de Isaías Medina Angarita, quien sería derrocado el 18 de octubre de 1945 por un golpe de Estado fraguado por la Unión Militar Patriótica con el apoyo del partido Acción Democrática (AD). De allí surgirá la autoproclamada Junta Revolucionaria de Gobierno, la cual será presidida por Rómulo Betancourt. Como congresista se opone a la aprobación del Tratado de demarcación de fronteras entre Colombia y Venezuela, al considerarlo contrario a los intereses nacionales.
El 14 de noviembre de 1945 fue designado decano de la Facultad de Derecho de la UCV, cargo en el que permaneció hasta 1947. En febrero de 1948 el novelista y candidato de AD, Rómulo Gallegos tomó posesión como Presidente de la República después de convertirse en el primer mandatario elegido por voto universal, directo y secreto en la historia de Venezuela. A pesar de su legitimidad de origen, Gallegos será derrocado el 24 de noviembre por parte de los mismos militares que encabezaron el golpe de 1945 y llevó a su partido al poder.
La nueva Junta Militar de Gobierno integrada por Carlos Delgado Chalbaud, Luis Llovera Páez y Marcos Pérez Jiménez, justificará su acción «ante la incapacidad del Gobierno Nacional para resolver la crisis existente en el país». Suárez Flamerich se convertirá en Consultor Jurídico de la misma. Prestó además servicios como diplomático, actuando interinamente como Ministro de Relaciones Exteriores durante la convalecencia de Luis Emilio Gómez Ruiz en 1949, así como Ministro Plenipotenciario de Venezuela en el Perú entre junio y noviembre de 1950.

## Presidente de la Junta de Gobierno (1950-1952)

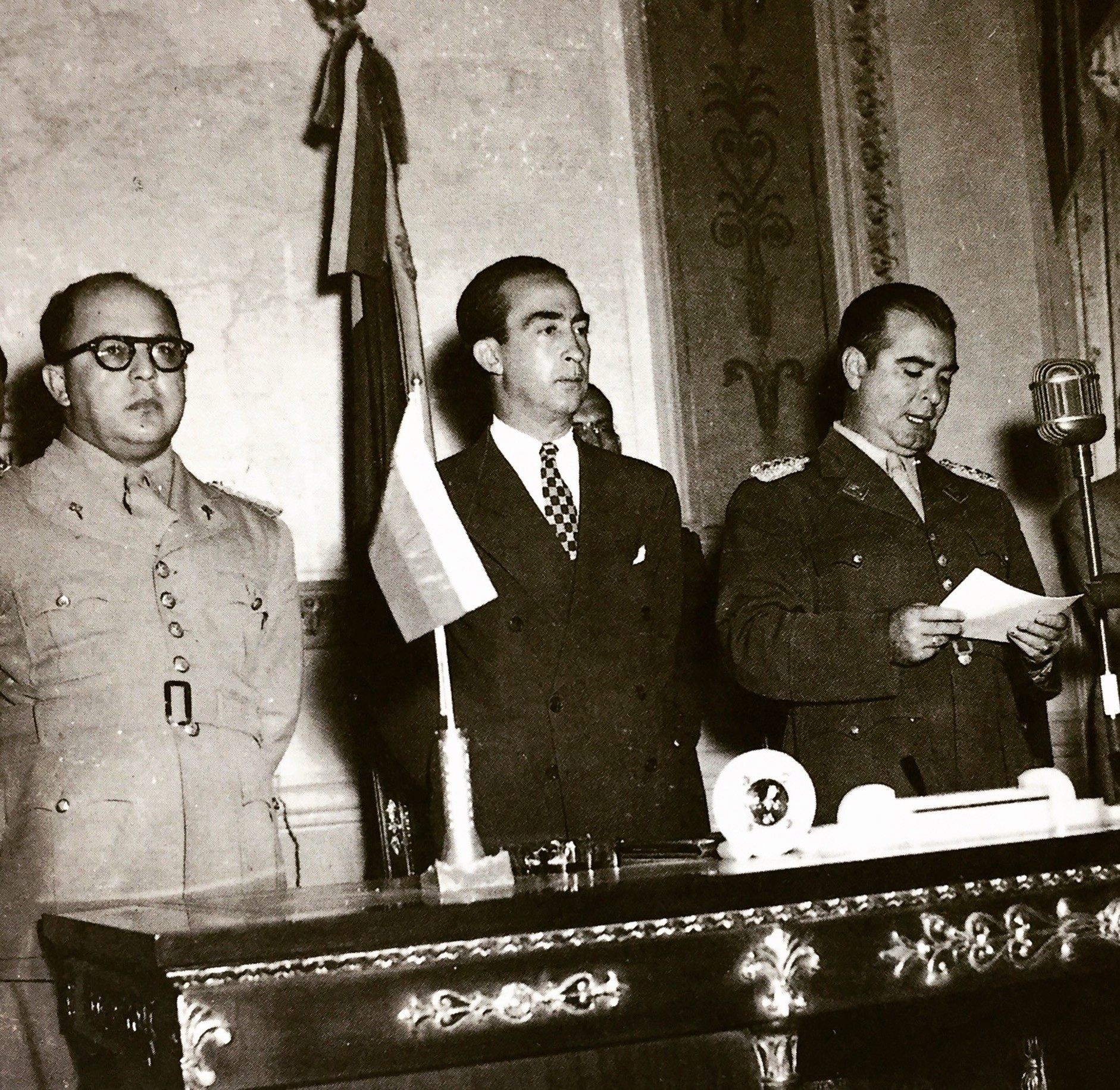
Marcos Pérez Jiménez, Suárez Flamerich y Luis Felipe Llovera Páez, integrantes de la Junta de Gobierno 1950-1952.

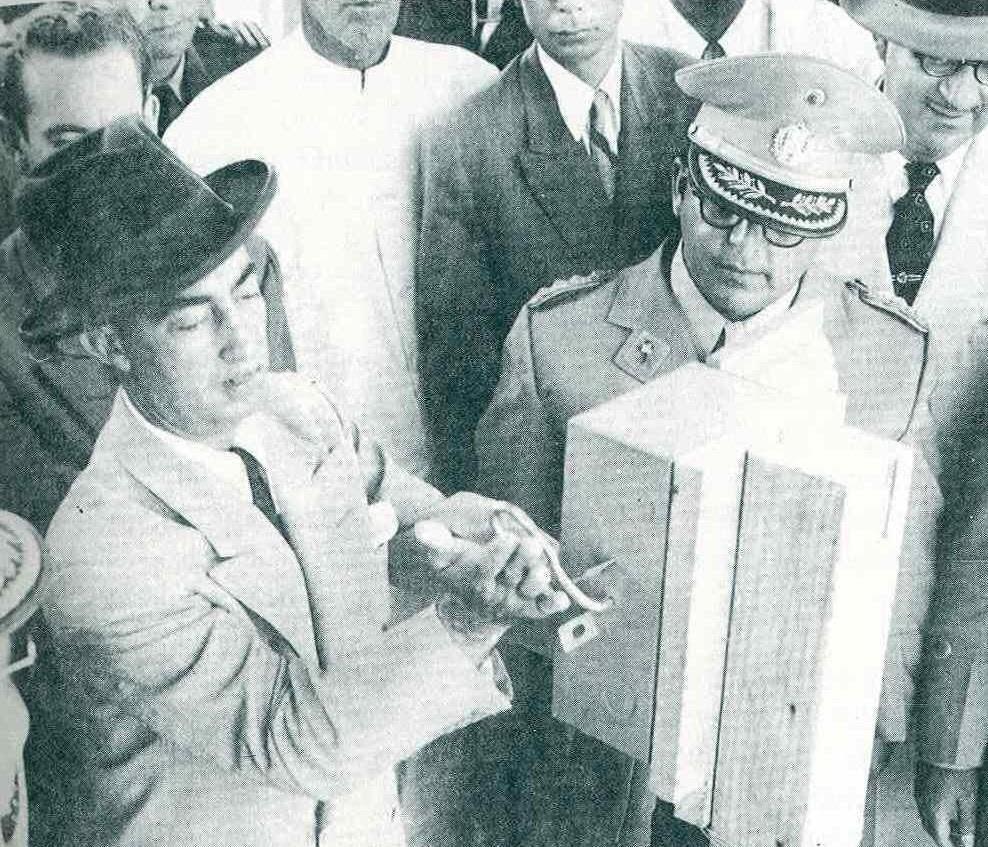
Suárez Flamerich y Marcos Pérez Jiménez durante las primeras obras de la Autopista Caracas-La Guaira.

El 13 de noviembre de 1950 el presidente de la Junta Militar, Carlos Delgado Chalbaud fue secuestrado y luego asesinado. Ante esta conmoción, los otros dos miembros de la junta deciden ofrecerle el cargo a Suárez Flamérich quien en ese momento desempeñaba sus funciones diplomáticas en Lima. Es así como al mediodía del 27 de noviembre de 1950 Germán Suárez Flamerich es juramentado como presidente de la Junta de Gobierno en el Palacio de Miraflores. Ese mismo día la junta decide liberar aparte de la directiva de Unión Republicana Democrática (URD), detenidos desde el día 23 y proclama como principal propósito el de llevar al país a un proceso de elecciones para la renovación de los poderes públicos. El Estatuto Electoral que regiría los futuros comicios será promulgado el 18 de abril de 1951 y ese mismo día, mediante el Decreto 120, se restablecen las garantías de asociación y reunión, así como de funcionamiento de los partidos políticos, a excepción del Partido Comunista y Acción Democrática.
Durante los primeros meses en el cargo, Suárez Flamerich recibe diversas cartas, tanto de dirigentes políticos como del estudiantado, en los que se le pide una democratización del régimen. Destacan las de los presos políticos Luis Augusto Dubuc, Domingo Alberto Rangel y Jesús Faría. Ninguna de estas misivas y recomendaciones obtendrán respuesta por parte del presidente. En octubre de 1951 el profesorado universitario enviará una representación ante la junta, para conversar sobre los derechos y autonomía universitaria. La respuesta será de facto una mayor represión militar y censura a la institución.
Entre otros hechos del período, se encuentran el decreto del 21 de mayo de 1951 mediante el cual la orquídea es declarada flor nacional de Venezuela. También el Decreto 393 del 2 de mayo de 1952 con el que se instituye la Sierra Nevada de Mérida como parque nacional. Asimismo se crea el Ministerio de Minas e Hidrocarburos en 1951 y se avanza en la construcción de la Ciudad Universitaria de Caracas y la Autopista Caracas-La Guaira.  
El 25 de noviembre de ese año, inaugura los estadios Olímpico y Universitario, el Gimnasio Cubierto, en la Ciudad Universitaria, así como el velódromo Teo Capriles en La Vega, Caracas. En el mensaje de Año Nuevo del 1 de enero de 1951, Suárez Flamerich se había referido sobre el magnicidio de Delgado Chalbaud y sintetiza los fines de la Junta de Gobierno que preside: 

Superado el grave suceso gracias a la serena conducta gubernamental y al unánime repudio colectivo, la Nación restableció el ritmo de su actividad sin dar señales de desaliento y sin que en su seno encontraran eco la prédica pesimista ni los vanos intentos de los especuladores de la adversidad. Así quedó demostrada la fuerza de los ideales y propósitos que se habían puesto en vigor desde el 24 de noviembre de 1948 como rectificación saludable de la situación política que imperó hasta entonces. La aplicación consecuente y sostenida de esos ideales y propósitos dio lugar a la formación de la nueva Junta de Gobierno; a la designación en mi persona, de un elemento civil para presidirla y a la categórica declaración que en su nombre formulé al país de que la misión fundamental del Gobierno Provisorio sería, en la última etapa de su gestión, restituir la normalidad institucional a la vida pública venezolana mediante el ejercicio del derecho electoral. Como expresión, en momentos de prueba, de los ideales institucionalistas de las Fuerzas Armadas Nacionales, tales manifestaciones constituyeron en 1950 el signo de mayor aliento para los venezolanos.

### Gabinete de la Junta de Gobierno
| Gabinete Ejecutivo Período 1950-1952      | Gabinete Ejecutivo Período 1950-1952 | Gabinete Ejecutivo Período 1950-1952 |
| ----------------------------------------- | ------------------------------------ | ------------------------------------ |
| Organismo                                 | Autoridad                            | Período                              |
| Ministerio de Relaciones Interiores       | Luis Llovera Páez                    | 1950-1952                            |
| Ministerio de Relaciones Exteriores       | Luis Emilio Gómez Ruiz               | 1950-1952                            |
|                                           | Aureliano Otáñez                     | 1952                                 |
| Ministerio de Hacienda                    | Aurelio Arreaza Arreaza              | 1950-1952                            |
| Ministerio de Defensa                     | Marcos Pérez Jiménez                 | 1950-1952                            |
| Ministerio de Fomento                     | Pedro Emilio Herrera                 | 1950-1952                            |
|                                           | Silvio Gutiérrez                     | 1952                                 |
| Ministerio de Obras Públicas              | Gerardo Sansón                       | 1950-1952                            |
|                                           | Luis Eduardo Chataing                | 1952                                 |
| Ministerio de Educación                   | Simón Becerra                        | 1950-1952                            |
| Ministerio del Trabajo                    | Carlos Tinoco Rodil                  | 1950-1952                            |
| Ministerio de Comunicaciones              | Oscar Mazzei Carta                   | 1950-1952                            |
| Ministerio de Agricultura y Cría          | Pedro José Lara Peña                 | 1950-1952                            |
|                                           | Alberto Arvelo Torrealba             | 1952                                 |
| Ministerio de Sanidad y Asistencia Social | Raúl Soulés Baldó                    | 1950-1952                            |
| Ministerio de Minas e Hidrocarburos       | Santiago Vera Izquierdo              | 1950-1952                            |
| Secretaría de la Junta                    | Miguel Moreno                        | 1950-1952                            |
| Dirección de Seguridad Nacional           | Jorge Maldonado Parilli              | 1950-1951                            |
|                                           | Pedro Estrada                        | 1951-1952                            |

### La represión y el fraude de 1952

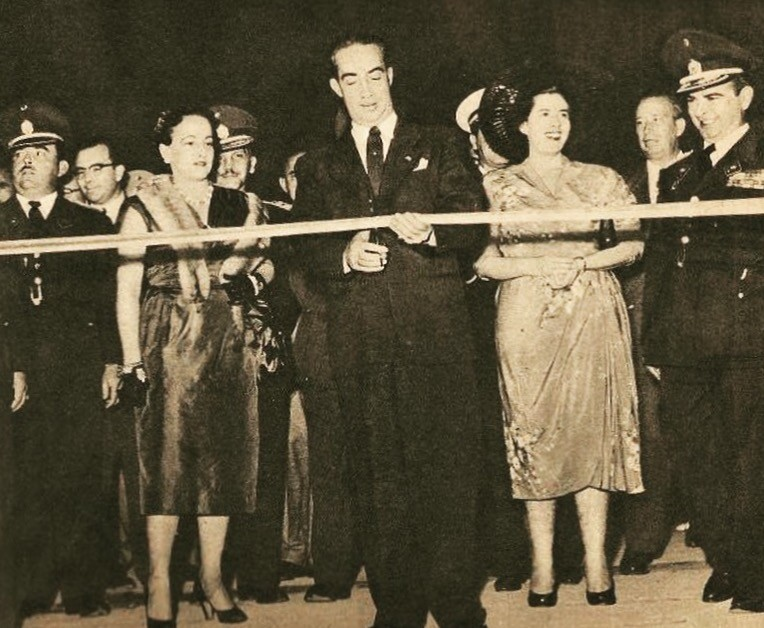
El presidente Suárez Flamerich cortando un listón en un evento.

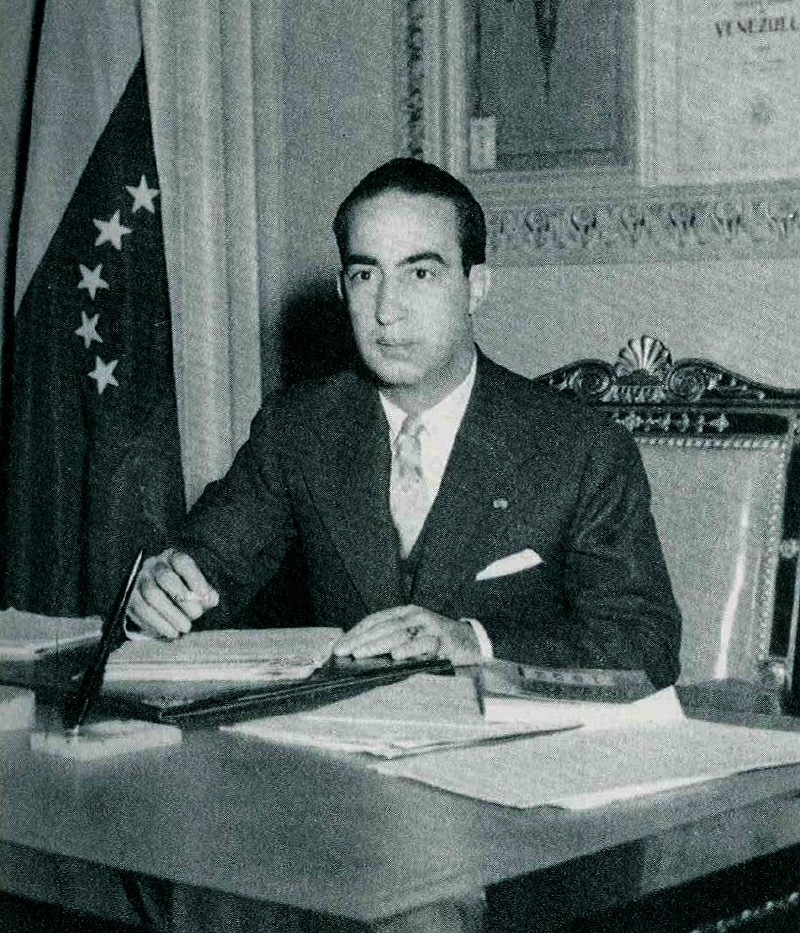
Germán Suárez Flamerich en el Despacho Presidencial del Palacio de Miraflores.

A pesar de las expectativas que tuvo Suárez Flamerich al convertirse en la cabeza del gobierno, su función principal fue la de encubrir a los verdaderos dueños del poder efectivo, Pérez Jiménez y Luis Llovera Páez. Durante este período se arrecian los controles policiales y para mediados de 1951, Pedro Estrada será nombrado director de la Seguridad Nacional. Tanto Estrada como su policía criminalizarán toda disidencia política mediante la represión y tortura hasta la caída de la dictadura de Pérez Jiménez en 1958. El 8 de noviembre de 1951, son enviados los primeros presos políticos al campo de concentración de Guasina, en el Delta del Orinoco. Son 446 detenidos obligados a trabajos forzados en un sitio inhóspito, sin ninguna atención médica ni sanitaria. De estos años quedará la novela-testimonio Se llamaba SN (1964), de José Vicente Abreu.
Uno de los acontecimientos más sonados de aquella época fue el asesinato, por parte de la Seguridad Nacional, del dirigente y secretario general de AD en la clandestinidad, Leonardo Ruiz Pineda, el 21 de octubre de 1952. A pesar del reclamo y la amenaza de Suárez Flamerich a Pérez Jiménez de renunciar a la junta si no se esclarecía el hecho, el crimen quedó impune aunque fue de gran conmoción en la opinión pública nacional.
Las elecciones son convocadas por la junta para el 30 de noviembre de 1952. Se elegirá una Asamblea Nacional Constituyente encargada de la redacción de una nueva carta magna y la designación de un presidente provisional. Los partidarios del gobierno se organizan en el Frente Electoral Independiente (FEI); por su parte la oposición permitida representada por URD y el partido socialcristiano Copei deciden participar. La dirección de AD, desde el exilio, ordena la abstención de su militancia.
La campaña transcurre con ventajismo gubernamental, represión y dos conatos de insurrección en el Cuartel José Gregorio Monagas de Maturín y la Base Aérea Boca de Río en Maracay. A pesar de ello URD convoca un gran mitin en el Nuevo Circo de Caracas el día 27 de noviembre. Allí se unen los diversos factores que adversan a la Junta de Gobierno y Jóvito Villalba se convierte en el líder indiscutible de la oposición. La noche del 30 de noviembre la prensa nacional e internacional transmite la información de que URD ha resultado vencedor en la contienda. Ante este hecho el gobierno decide no aceptar los resultados y el 1 de diciembre se convoca una reunión del Alto Mando Militar. Al día siguiente, Germán Suárez Flamerich y la junta en pleno renunciaron ante las Fuerzas Armadas, las cuales decidieron nombrar a Pérez Jiménez como presidente provisional.

## Trayectoria posterior
Después de su renuncia como presidente de la Junta de Gobierno, Suárez Flamerich decide retirarse de la vida pública y en 1953 se traslada a Europa. Regresó a Caracas a principios de 1954, en marzo de ese año fallece su padre Jesús María Suárez. Continúa su ejercicio como abogado y limita sus actividades sociales a compartir con su familia y vuelve a practicar algunos deportes de su juventud como equitación y tiro al blanco. Los fines de semana los pasa en su casa de El Junquito y hace donaciones para la asociación benéfica católica Fe y Alegría. 
En 1973 se deja entrevistar por el periodista José Hernán Briceño de El Nacional, rompiendo así con más de dos décadas de silencio. Se refiere a su actuación en la junta y da sus opiniones sobre la actualidad política. En la década de los ochenta poco a poco se va aislando como consecuencia de una artritis que lo aqueja. Fallece en Caracas el 24 de junio de 1990, poco tiempo después de la muerte de su esposa Rosario. En 1992 Oscar Suárez Flamerich publica el libro Germán Suárez Flamerich: Presidente del quinto gobierno plural de Venezuela, con el que intenta reivindicar la memoria de su hermano.

## Vida personal
Estuvo casado con Rosario Pérez Carreño, hermana del médico y docente Miguel Pérez Carreño.